# Домская площадь
До́мская пло́щадь (латыш. Doma laukums) — одна из площадей в историческом районе Старый город в Риге (Латвия). Находится на пересечении улиц Зиргу, Пилс, Екаба и Шкюню. Площадь занимает территорию в 9425 м².

## Название
Площадь названа по своей архитектурной доминанте — Домскому собору, кафедральному храму Евангелическо-лютеранской церкви Латвии. Это название площадь впервые получила в 1886 году.
После государственного переворота 1934 года площадь была переименована в честь даты этого переворота и называлась площадью 15 мая.
17 июня 1940 года в Латвию вошли советские войска, положив начало присоединению Латвии к СССР. 29 июля 1940 года новая городская власть переименовала площадь в честь этого события в площадь 17 июня.
Историческое название — Домская площадь — было восстановлено в 1987 году.

## История
Площадь представляет собой относительно молодой архитектурный ансамбль, который начал формироваться во второй половине XIX века. В 1860-е годы по инициативе священнослужителей Домской церкви было принято решение снести ряд домов, примыкавших к храму с северной стороны. Через двадцать лет снесли дома с северо-западной стороны собора. Такое разуплотнение застройки проводилось с целью обеспечения пожарной безопасности, облегчения подходов к храму и улучшения обзора величественного здания.
Со стороны главного портала Домской церкви площадь граничит с площадью Гердера.
Дальнейшее расширение Домской площади продолжалось и в XX веке. В 1936 году были снесены оставшиеся 12 домов с северной и северо-восточной стороны площади.
В ходе проекта регенерации Старого города уровень южной части площади, прилегающей к собору, был понижен до уровня XIII века. В 1986—1987 годах археолог А. В. Цауне приступил к археологическому исследованию площади, и под его руководством было вскрыто старинное средневековое кладбище, датируемое началом XIII века.

## Ансамбль площади
Среди строений, формирующих площадь, немало колоритных сооружений с точки зрения архитектурной и исторической ценности. В первую очередь, это архитектурный ансамбль Домского собора и Домского монастыря (формировался в XIII—XX веках). Другим заметным зданием является здание Рижской биржи, построенное в неоренессансном стиле, имитирующем красоты венецианского палаццо. В советское время в нём располагался Латвийский научно-исследовательский институт научно-технической информации и технико-экономических проблем. Монументальное здание на углу улиц Смилшу и Шкюню занимает Латвийское радио (четыре государственные радиостанции, одна из которых вещает на русском языке и носит название «Домская площадь»). Ранее в этом здании, построенном архитектором Паулем Мандельштамом в стиле европейского неоклассицизма, располагался первый рижский коммерческий банк, о котором напоминает сохранившийся горельеф на фасаде. Слева к зданию Латвийского радио примыкает бывшее здание страхового общества «Россия», построенное петербургским архитектором Н. М. Проскурниным в 1906 году.
Во второй половине XIX века на территории Домской площади располагалась гостиница «Централь», здание которой не сохранилось.
В центре площади установлено латунное рондо с информацией о том, что Рига входит в список Всемирного наследия ЮНЕСКО и находится под защитой этой организации.
|              |  |                |  |                                                   |  |                        |
| Здание Биржи |  | Латунное рондо |  | Здание Латвийского радио (арх. Пауль Мандельштам) |  | Горельеф «Золотой век» |

## События
- С 1941 по 1944 год в Риге действовало антифашистское подполье под руководством партизана Иманта Судмалиса. 13 ноября 1943 года его участники устроили на Домской площади сильный взрыв, в результате которого погибло более десятка человек. Взрыв был организован с целью сорвать проведение митинга протеста против пакета решений, принятого по итогам Московской конференции министров иностранных дел стран антигитлеровской коалиции. Запланированный митинг не состоялся.